# Шреа (біосферний резерват)
Шреа (араб. الحديقة الوطنية الشريعة) — один з національних парків Алжиру. Розташований на півночі країни в провінції Бліда і названий на честь міста Шреа, розташованого поруч із парком. Парк розташований на гірському хребті «Блідський Атлас» (частина Тель-Атласу) і має гірськолижну станцію, одну з небагатьох в Африці, де є натуральний сніг, а також грот «Чиффа». Площа — 260 км².

## Природні особливості
У Національному парку Шреа є безліч рідкісних видів флори і фауни. Його ліси кедра — ареал вимираючих маготів. У парку, одному з небагатьох, надають активну допомогу суб-популяції маготів, Macaca sylvanus.